# Kejsarn av Portugallien
Kejsarn av Portugallien - em português O Imperador de Portugália -  é um romance escrito pela sueca  Selma Lagerlöf , e publicado originalmente em 1914 pela editora Bonnier. 

O romance recebeu aclamação de público e crítica, esses últimos afirmando que o romance estava no mesmo nível das obras anteriores de Lagerlöf, como A Saga de Gösta Berling e a primeira parte de Jerusalém.
 A escritora e professora emérita de estudos literários da Universidade de Uppsala, Birgitta Holm, classificou o romance como uma "obra-prima das obras-primas".

## Trama
A obra narra a história de um pobre camponês sueco por nome Jan, que enlouquece quando a filha, Clara Bela, a quem ele ama mais do que qualquer outra pessoa neste mundo, se muda para Estocolmo aos 18 anos, com o intuito de trabalhar para ajudar os pais a pagarem uma dívida com os patrões. Dentro de algum tempo, Clara Bela deixa de se corresponder com a família.
Não suportando o fato de que sua filha tornou-se, na verdade, uma prostituta em Estocolmo, Jan sucumbe a loucura e mergulha em um mundo de sonhos e fantasias, onde  a filha é a jovem imperatriz de "Portugália" e, ele próprio, o imperador desse país quimérico, onde os habitantes comem laranjas e uvas, bebem vinho do Porto, e falam portugalês.
O romance se passa no século XIX, em Värmland, terra natal da autora.

## Traduções e publicações em língua portuguesa
- “O Imperador de Portugal”, editado pela Ulisseia, com tradução de Esther de Lemos, 2006, ISBN 9789725685501.